# Rabeprazol
A rabeprazol (INN: rabeprazole) egy protonpumpa gátló, amely csökkenti a gyomorsavtermelést.
Az antiszekréciós szerek, szubsztituált benzimidazolok csoportjába tartozik, és nem mutat anticholinerg vagy H2 antagonista tulajdonságot, de gátolja a gyomorsav szekréciót a H+/K+-ATPáz enzim (sav- vagy protonpumpa) specifikus gátlásával. A hatás dózisfüggő és a kiváltó ingertől függetlenül mind a bazális, mind a stimulált savszekréció gátlásához vezet.

## Hatása
Rövidtávon a refluxbetegség (GERD) kezelésére használják felnőtteknél és egy évesnél idősebb gyermekeknél. A tünetek azonnali enyhítésére nem alkalmas.
Minden beadott adag után a rabeprazol, mint gyenge bázis, gyorsan felszívódik, és a parietalis sejtek savas környezetében koncentrálódik. A rabeprazol protonálás révén az aktív szulfonamid formájává alakul át, majd a protonpumpa szabad ciszteinjeivel reakcióba lép.

## Kockázatok és mellékhatások
Leggyakoribb mellékhatása az atrófiás gasztritisz (gyomorgyulladás).

## Készítmények
- ACILESOL 10 mg gyomornedv-ellenálló tabletta
- ACILESOL 20 mg gyomornedv-ellenálló tabletta
- GELBRA 10 mg gyomornedv-ellenálló tabletta
- GELBRA 20 mg gyomornedv-ellenálló tabletta
- PARIET 10 mg filmtabletta
- PARIET 20 mg filmtabletta
- RABEGEN 10 mg gyomornedv-ellenálló tabletta
- RABEGEN 20 mg gyomornedv-ellenálló tabletta
- RABEMAN 10 mg gyomornedv-ellenálló filmtabletta
- RABEMAN 20 mg gyomornedv-ellenálló filmtabletta
- RABEPRAZOL 1 A PHARMA 10 mg gyomornedv-ellenálló tabletta
- RABEPRAZOL 1 A PHARMA 20 mg gyomornedv-ellenálló tabletta
- RABEPRAZOL ALVOGEN 10 mg gyomornedv-ellenálló tabletta
- RABEPRAZOL ALVOGEN 20 mg gyomornedv-ellenálló tabletta
- RABEPRAZOL-TEVA 10 mg gyomornedv-ellenálló tabletta
- RABEPRAZOL-TEVA 20 mg gyomornedv-ellenálló tabletta
- RABEPRAZOL-ZENTIVA 10 mg gyomornedv-ellenálló tabletta
- RABEPRAZOL-ZENTIVA 20 mg gyomornedv-ellenálló tabletta
- RABEPRAZOLE CHEMO IBERICA 10 mg gyomornedv-ellenálló tabletta
- RABEPRAZOLE CHEMO IBERICA 20 mg gyomornedv-ellenálló tabletta
- RABEPRAZOLE LICONSA 10 mg gyomornedv-ellenálló tabletta
- RABEPRAZOLE LICONSA 20 mg gyomornedv-ellenálló tabletta
- RABEPRAZOLE MYLAN 10 mg gyomornedv-ellenálló tabletta
- RABEPRAZOLE MYLAN 20 mg gyomornedv-ellenálló tabletta
- RABYPREX 10 mg gyomornedv-ellenálló tabletta
- RABYPREX 20 mg gyomornedv-ellenálló tabletta
- RALIC 10 mg gyomornedv-ellenálló tabletta
- RALIC 20 mg gyomornedv-ellenálló tabletta
- ZULBEX 10 mg gyomornedv-ellenálló tabletta
- ZULBEX 20 mg gyomornedv-ellenálló tabletta

## Fordítás
Ez a szócikk részben vagy egészben  a   Rabeprazole című angol Wikipédia-szócikk fordításán alapul.  Az eredeti cikk szerkesztőit annak laptörténete sorolja fel. Ez a jelzés csupán a megfogalmazás eredetét és a szerzői jogokat jelzi, nem szolgál a cikkben szereplő információk forrásmegjelöléseként.